# Бела Стена (град)
Бела Стена је град средњовековне Србије. Његове рушевине се налазе код села Крчмара, под севеним подножлем Маљена, на путу који је водио долином Колубаре у долину Западне Мораве.
Помиње се први пут 1392. као угарски град, што га је држао Никола Горјански (castrum Belaztena) у саставу Мачванске бановине, са којом је почетком XV. века прешао под власт деспот Стефана Лазаревића.
Уговором у Тати 1426. предвиђено је да се с Мачванском бановином и Бела Стена врати Угарској после смрти деспота Стефана, али је она и даље остала у српским рукама. Турци су је заутели 1458. године.